# Liste der Biografien/Kih
Liste der Biografien |
Portal Biografien |
Personensuche
# |
A |
B |
C |
D |
E |
F |
G |
H |
I |
J |
K |
L |
M |
N |
O |
P |
Q |
R |
S |
T |
U |
V |
W |
X |
Y |
Z |
?
 
Ka |
Kb |
Kc |
Kd |
Ke |
Kf |
Kg |
Kh |
Ki |
Kj |
Kl |
Km |
Kn |
Ko |
Kp |
Kr |
Ks |
Kt |
Ku |
Kv |
Kw |
Ky |
Kx |
Kz
 
Kia |
Kib |
Kic |
Kid |
Kie |
Kif |
Kig |
Kih |
Kii |
Kij |
Kik |
Kil |
Kim |
Kin |
Kio |
Kip |
Kir |
Kis |
Kit |
Kiu |
Kiv |
Kiw |
Kix |
Kiy |
Kiz
Die Liste der Biografien führt alle Personen auf, die in der deutschsprachigen Wikipedia einen Artikel haben. Dieses ist eine Teilliste mit 28 Einträgen von Personen, deren Namen mit den Buchstaben „Kih“ beginnt.

## Kih

### Kiha
- Kihara Kariuki, Peter (* 1954), kenianischer Ordensgeistlicher, Bischof von Marsabit
- Kihara, Masakazu (* 1987), japanischer Fußballspieler
- Kihara, Minoru (* 1969), japanischer Politiker der Liberaldemokratischen Partei
- Kihara, Miyuu (* 2004), japanische Tischtennisspielerin
- Kihara, Naoya (* 1981), japanischer Pokerspieler
- Kihara, Ryūichi (* 1992), japanischer Eiskunstläufer

### Kihi
- Kihira, Rika (* 2002), japanische Eiskunstläuferin
- Kihira, Tadayoshi (1874–1949), japanischer Philosoph

### Kihl
- Kihl, Viggo (1882–1945), kanadischer Pianist und Musikpädagoge
- Kihlberg, Magnus (* 1973), schwedischer Fußballspieler
- Kihle, Anker (1917–2000), norwegischer Fußballspieler
- Kihleng, Emelihter, mikronesische Dichterin
- Kihleng, Kestra (* 2003), mikronesische Schwimmerin
- Kihlstedt, Carla (* 1971), US-amerikanische Violinistin, Sängerin und Komponistin
- Kihlstedt, Magnus (* 1972), schwedischer Fußballtorhüter
- Kihlstedt, Rya (* 1970), US-amerikanische SchauspielerinRya Kihlstedt (* 1970)

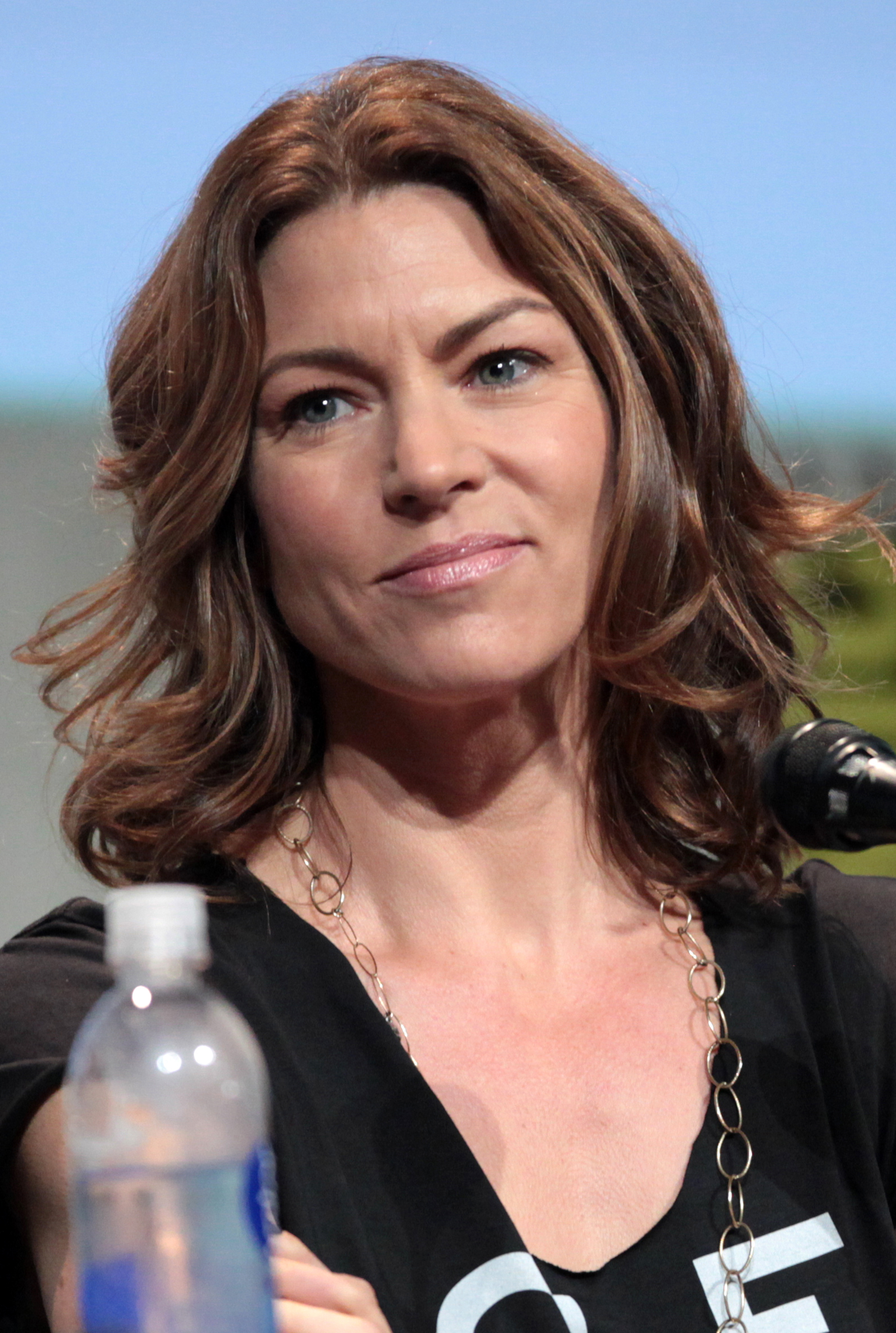
Rya Kihlstedt (* 1970)

- Kihlström, Mats (* 1964), schwedischer Eishockeyspieler und -funktionär
- Kihlström, Thomas (* 1948), schwedischer Badmintonspieler

### Kihn
- Kihn, Albert (1932–1974), US-amerikanischer Kameramann
- Kihn, Berthold (1895–1964), deutscher Psychiater und Neurologe und T4-Gutachter
- Kihn, Edgar (1885–1957), deutscher Bezirksoberamtmann und Verwaltungsgerichtsdirektor
- Kihn, Georg († 1639), Abt des Klosters Bildhausen
- Kihn, Heinrich (1833–1912), deutscher katholischer Theologe
- Kihn, Karl (1854–1934), deutscher Arzt und Geschichts- und Heimatforscher
- Kihn, Karl Alfred (1887–1976), deutscher Jurist, Verwaltungsbeamter und Politiker (CSU), MdB
- Kihn, Valentin (1822–1901), deutscher Politiker (Patriotenpartei)
- Kihneman, Louis (* 1952), US-amerikanischer Geistlicher, römisch-katholischer Bischof von Biloxi

### Kihu
- Kihuen, Ruben (* 1980), US-amerikanischer Politiker